# 丰城站
丰城站位于江西省宜春市丰城市剑光街道，是沪昆线、地方铁路丰洛铁路车站。目前为三等站，邮政编码为331100。目前客运：办理旅客乘降；行李、包裹托运；货运办理整车、零担货物发到。
丰城站建于1936年，后因战争损毁，1947年修复，当时站内设有2条股道。1983年8月铁路部门在原站西侧500处新建车站，1985年12月竣工:1431。

## 车站结构

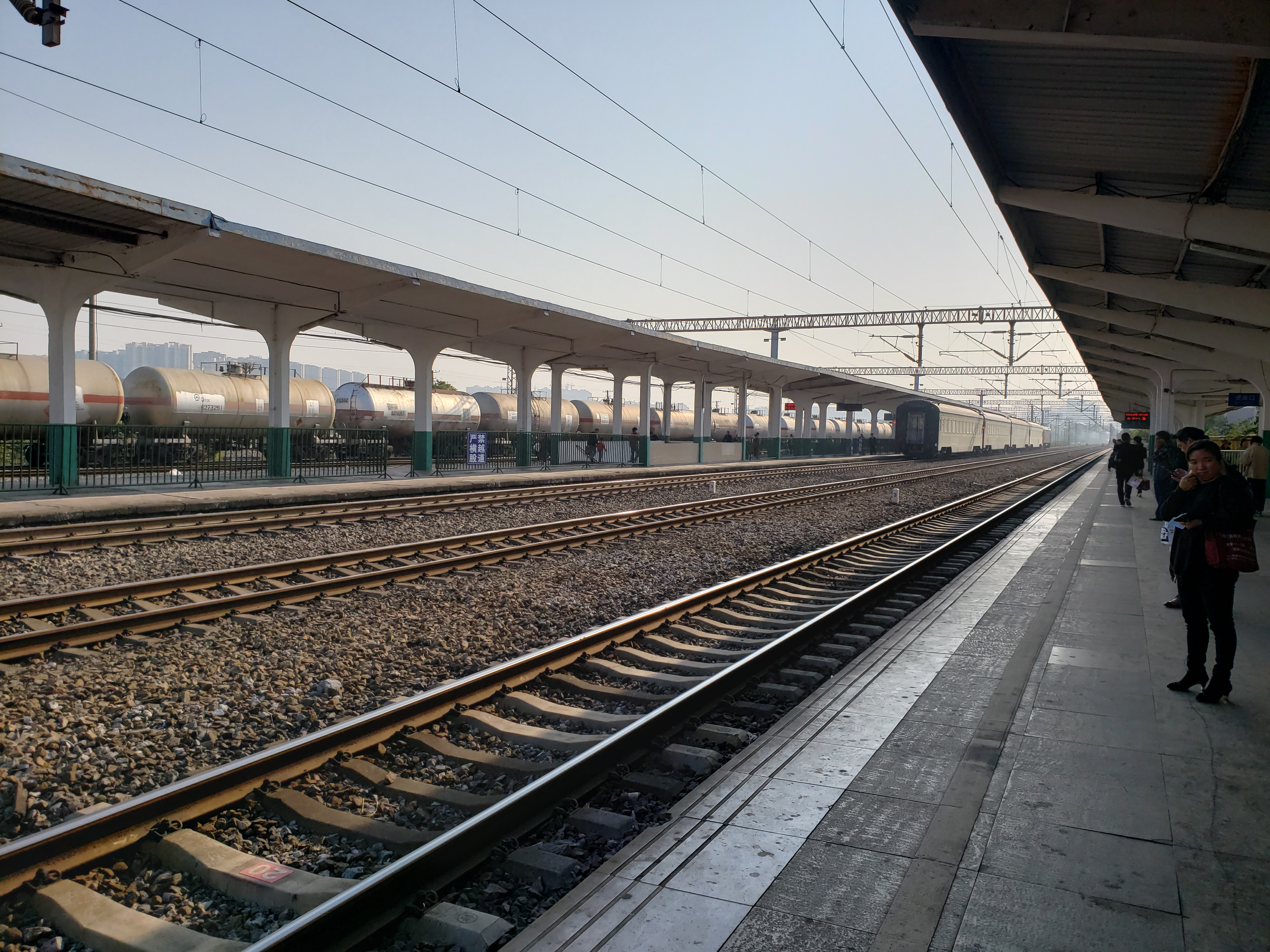
车站站台

丰城站目前使用站房建于1985年，面积3815平方米。站场设有8条股道，2座客运站台、由一座地下通道连接。车站货场面积30345平方米，设有整车货物仓库2座、零担仓库1座、货运站台1座、装卸线2条:1431。车站另设有通往河东煤矿和新洛煤电的专用线。
| 站房     | 售票处、候车室、进出站          |
| 侧式站台 |                                 |
| 1站台    | 沪昆铁路 往上海方向（潭岗站）   |
| 通过线   | 沪昆铁路上行列车通过线          |
| 2站台    | 沪昆铁路下行列车通过线          |
| 岛式站台 |                                 |
| 3站台    | 沪昆铁路 往昆明方向（拖船埠站） |
| 侧线     | 沪昆铁路 货车                   |
| 侧线     | 沪昆铁路 货车                   |
| 侧线     | 沪昆铁路 货车                   |
| 侧线     | 沪昆铁路 货车                   |